# Ланкастер (Массачусетс)
Ланкастер (англ. Lancaster) — місто (англ. town) в США, в окрузі Вустер штату Массачусетс. Населення — 8441 особа (2020).
Засноване у 1653 році, найстаріше місто в окрузі Вустер.

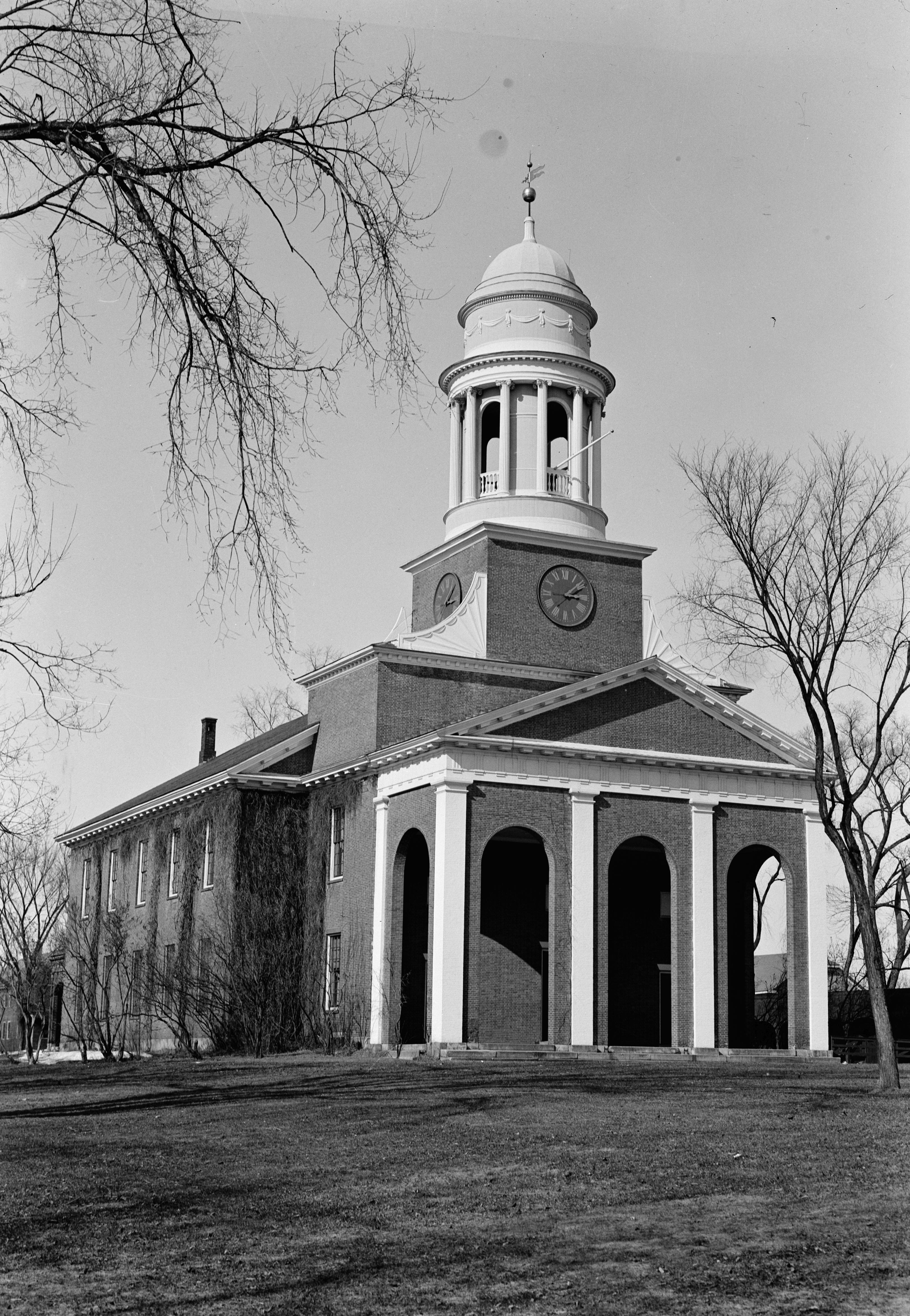
Перша церква унітаріанців, побудована в 1815—1817 рр.

У Ланкастері проживала Мері Роулендсон — жінка, викрадена індіанцями-вампаноагами у XVII столітті, яка пізніше докладно описала свої пригоди в книзі.
У місті народився (в 1849 році) виріс та навчався видатний американський біолог-рослинник Лютер Бербанк.

## Демографія

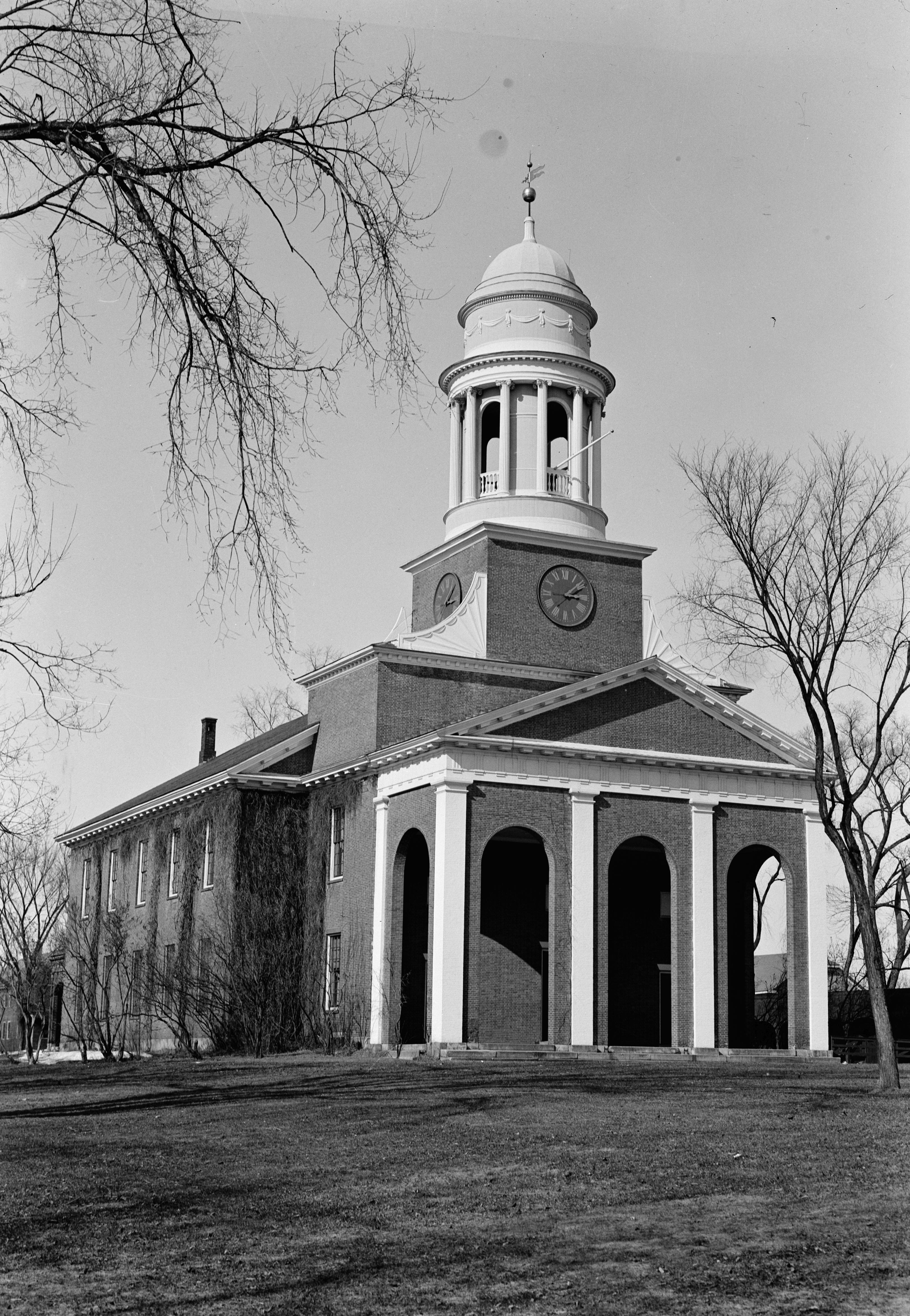
Перша церква унітаріанців, побудована в 1815—1817 рр.

Згідно з переписом 2010 року, у місті мешкало 8055 осіб у 2409 домогосподарствах у складі 1758 родин. Було 2614 помешкання
Расовий склад населення:
| - 86,4 % — білих - 7,7 % — чорних або афроамериканців - 1,7 % — азіатів - 0,1 % — корінних американців - 2,5 % — осіб інших рас |

До двох чи більше рас належало 1,6 %. Частка іспаномовних становила 8,1 % від усіх жителів.
За віковим діапазоном населення розподілялося таким чином: 20,8 % — особи молодші 18 років, 67,5 % — особи у віці 18—64 років, 11,7 % — особи у віці 65 років та старші. Медіана віку мешканця становила 38,9 року. На 100 осіб жіночої статі у місті припадало 129,0 чоловіків; на 100 жінок у віці від 18 років та старших — 131,0 чоловіків також старших 18 років.
Середній дохід на одне домашнє господарство становив 117 775 доларів США (медіана — 104 331), а середній дохід на одну сім'ю — 132 245 доларів (медіана — 110 362). Медіана доходів становила 68 152 долари для чоловіків та 58 309 доларів для жінок. За межею бідності перебувало 5,3 % осіб, у тому числі 11,1 % дітей у віці до 18 років та 0,2 % осіб у віці 65 років та старших.
Цивільне працевлаштоване населення становило 3650 осіб. Основні галузі зайнятості: освіта, охорона здоров'я та соціальна допомога — 22,4 %, виробництво — 22,1 %, будівництво — 10,7 %, фінанси, страхування та нерухомість — 9,7 %.